# Phasmomyrmex buchneri
Phasmomyrmex buchneri är en myrart som först beskrevs av Auguste-Henri Forel 1886.  Phasmomyrmex buchneri ingår i släktet Phasmomyrmex och familjen myror.

## Underarter
Arten delas in i följande underarter:
- P. b. buchneri
- P. b. griseus